# Kabupaten de Lima Puluh Kota
Le kabupaten de Lima Puluh Kota, en indonésien Kabupaten Lima Puluh Kota, est un kabupaten de la province indonésienne de Sumatra occidental. Son chef-lieu est Sarilamak.

## Géographie
Le kabupaten de Lima Puluh Kota est bordé :
- au nord et à l'est, par la province de Riau,
- au sud, par les kabupaten de Tanah Datar et Sawahlunto Sijunjung,
- à l'ouest, par ceux d'Agam et Pasaman.

## Gouvernement d'urgence de la république d'Indonésie
Du 22 décembre 1948 au 13 juillet 1949 un gouvernement d'urgence de la république d'Indonésie a siégé à Koto Tinggi.

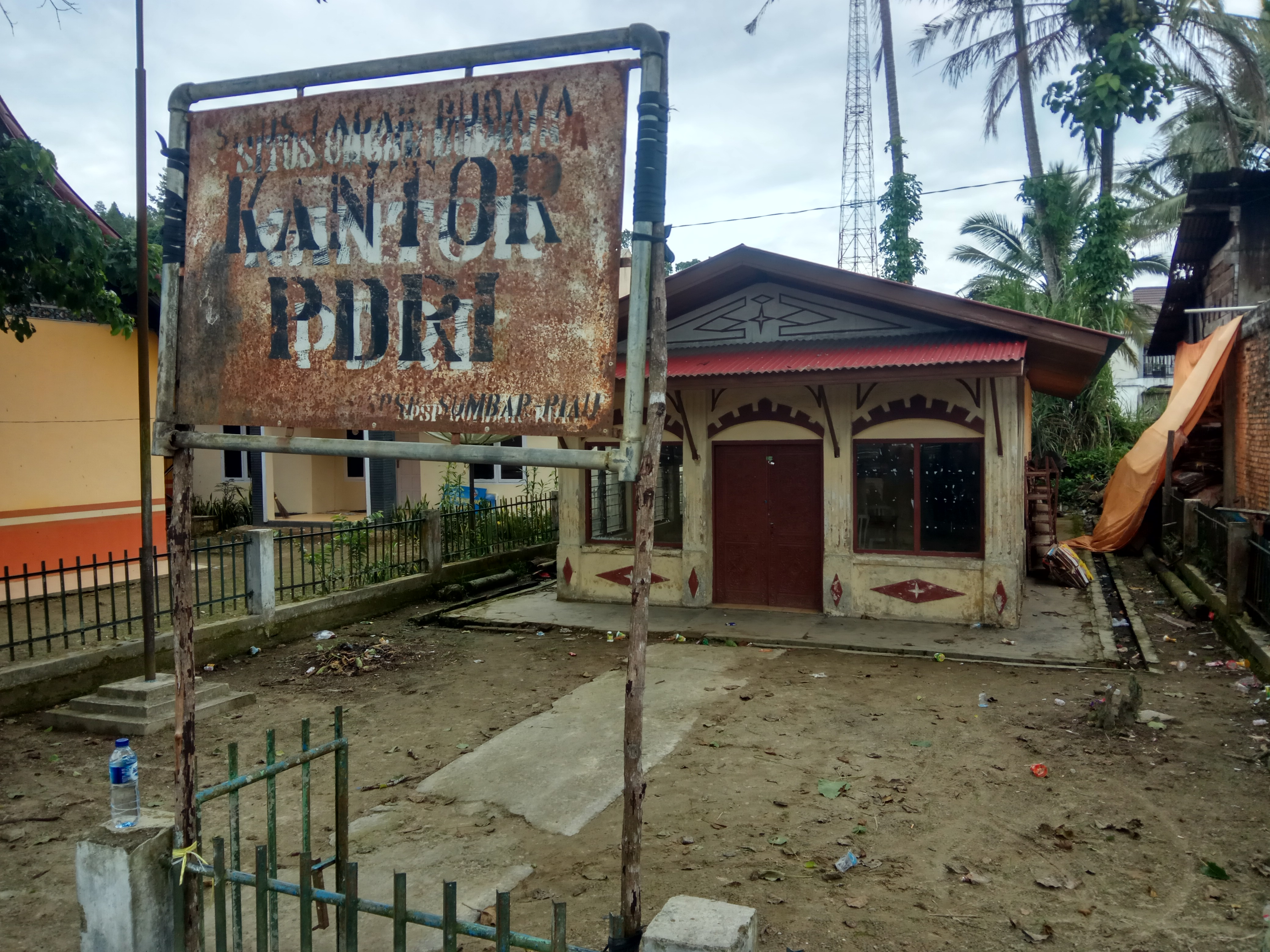
Le bureau du PDRI à Koto Tinggi
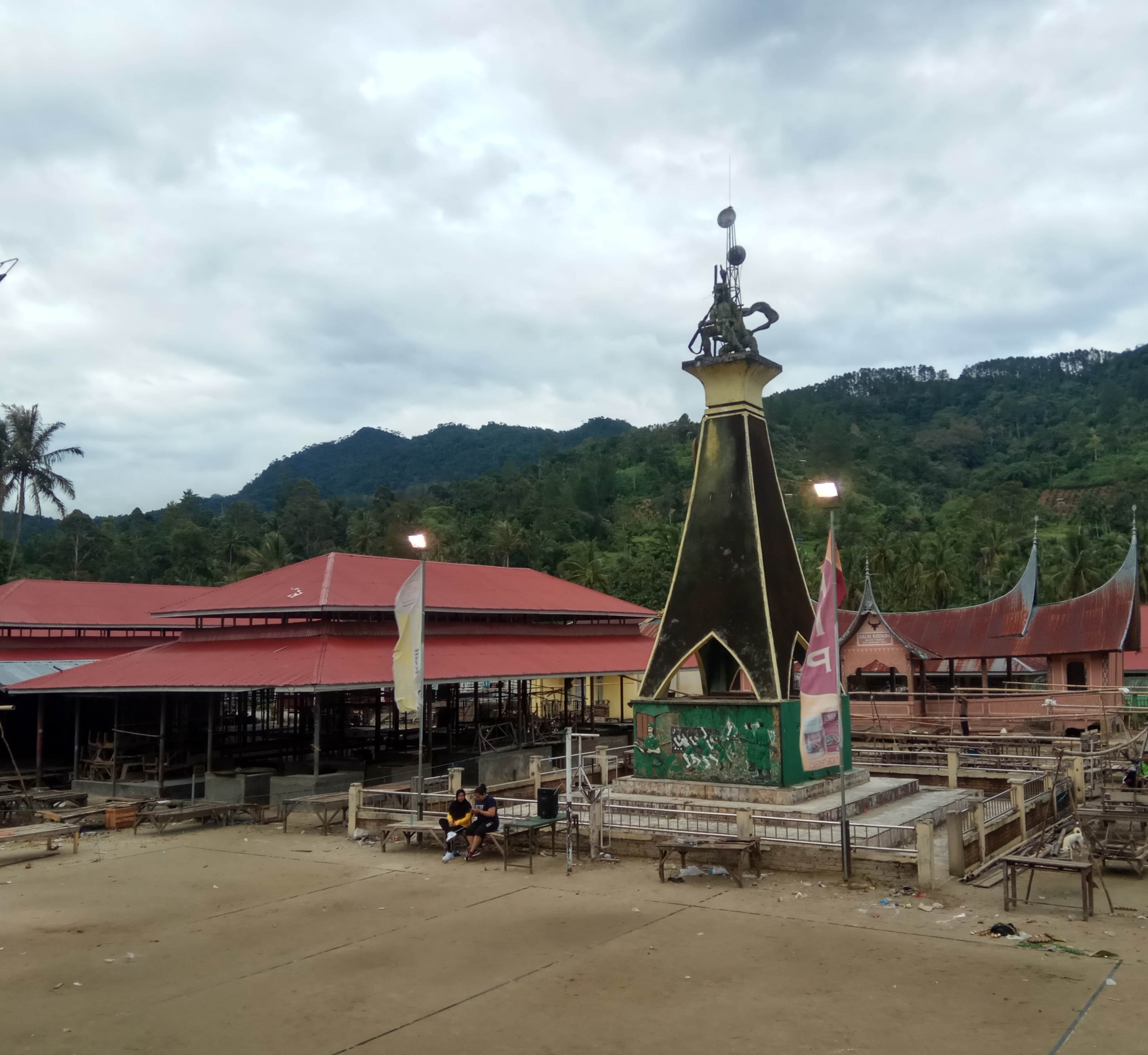
Le monument du PDRI à Koto Tinggi

## Archéologie
C'est à Lima Puluh Kota que se trouvent la plupart des sites mégalithiques connus de la province de Sumatra occidental. Ils se trouvent sur des terrains privés, appartenant à un clan (suku) ou à un nagari (village coutumier). Les plus importants sont :
- Belubus,
- Guguk,
- Koto Tinggi,
- Mahat,
- Suliki Gunung Mas.

Un des traits particuliers de ces sites sont les menhirs décorés. En pays Minangkabau, "menhir" se dit batu tagak, ce qui veut également dire "pierre debout". Ils sont en général situés sur une colline, à des altitudes allant de 210 à 540 mètres. On estime que les mégalithes de Lima Puluh Kota datent d'une période allant des premiers siècles de notre ère à 500 apr. J.-C.
Onze sites, répartis entre les districts de Guguk et Suliki Gunung Mas, présentent des menhirs décorés :
- Kubang,
- Belubus,
- Balai Adat,
- Guguk Nunang,
- Ampang Gadang,
- P. Batung,
- Balai Batu,
- Ateh Sudu,
- Ronah,
- Bawah Parit,
- Koto Tangah.

Celui de Bawah Parit est le plus riche.
Ces menhirs semblent dédiés à un culte des ancêtres. Ils sont orientés vers une montagne, le Sago.
Sur 12 sites fouillés à Ronah, Bawah Parit et Belubus, 10 contenaient des squelettes humains.